# Ravindra Kelekar
Ravindra Kelekar era un escritor, traductor y activista indio.
La mayor parte de su obra está en konkaní y en menor medida en hindi y maratí.
Estudió en Panaji y fue un gran activista galardonado con varios premios literarios.